# Hyllekrog
Hyllekrog är en tidigare ö, numera udde i Danmark.   Den ligger i Region Själland, i den sydöstra delen av landet, 140 km sydväst om Köpenhamn. Hyllekrog blev landfast med Drummeholm år 1951 och öarna bildar nu en nästan 5 kilometer lång udde. 
Största delen av udden är ett fågelskyddsområde och ingår i Natura 2000 området  Smålandsfarvandet nord for Lolland, Guldborgsund, Bøtø Nor og Hyllekrog-Rødsand. Den nerlagda fyren har renoverats och är tillgänglig för offentligheten. Hyllekrog var bebodd till på 1970-talet.